# Cogners
Cogners é uma comuna francesa na região administrativa do País do Loire, no departamento de Sarthe. Estende-se por uma área de 13.6 km². Em 2010 a comuna tinha 184 habitantes (densidade: 13,5 hab./km²).